# Рабочая партия (Чехия)
Рабочая партия (чеш. Dělnická strana) — ультраправая (иногда её называют неонацистской) политическая партия в Чехии. Была запрещена по решению Высшего административного суда 17 февраля 2010 года.
Партия негативно относилась к секс-меньшинствам — так, партия выступила против проведения гей-парада в Брно, что вынудило полицию принять меры к охране шествия. Аналогичным образом РП негативно относилась к представителям национальных меньшинств, и прежде всего, к цыганам. В Литвинове РП провела антицыганские марши. Позднее видеозаписи этого марша послужили одними из свидетельств антиконституционной деятельности партии. Кроме того, партия выступала против членства Чехии в ЕС и НАТО, за запрет однополых браков, восстановление смертной казни и возврат графы «национальность» в паспорта. Также эта партия высказывалась за активное развитие отношений с Российской Федерацией.
В 2008 году РП удалось организовать самую крупную первомайскую демонстрацию. В марте 2009 года Высший административный суд отказал в удовлетворении поданному МВД иску о запрете Рабочей партии. На выборах в Европарламент 2009 года партия получила 1,07 % голосов избирателей и ни одного депутатского мандата. Однако партия начала получать финансовую помощь благодаря поддержке более чем 1 % избирателей.
17 февраля 2010 года Высший административный суд вынес решение о запрете партии. Судом было установлено, что деятельность партии противоречит чешскому законодательству. Отмечается, что это первый запрет на деятельность политических партий с 1989 года.
Через несколько дней после запрета РП Вандас заявил, что её члены будут участвовать в майских парламентских выборах по спискам Рабочей партии социальной справедливости, близкой к РП. За несколько дней до выборов Вандас и несколько однопартийцев были арестованы и приговорены к штрафам и небольшим тюремным срокам (4 месяца лишения свободы с отсрочкой в 20 месяцев для Вандаса) за выступления против национальных меньшинств. 31 мая Конституционный суд отклонил кассационную жалобу РП с требованием отмены запрета партии.